# Piper Pimienta
 (juillet 2024).
La mise en forme du texte ne suit pas les recommandations de Wikipédia : il faut le « wikifier ».
Les points d'amélioration suivants sont les cas les plus fréquents. Le détail des points à revoir est peut-être précisé sur la page de discussion.
- Les titres sont pré-formatés par le logiciel. Ils ne sont ni en capitales, ni en gras.
- Le texte ne doit pas être écrit en capitales (les noms de famille non plus), ni en gras, ni en italique, ni en « petit »…
- Le gras n'est utilisé que pour surligner le titre de l'article dans l'introduction, une seule fois.
- L'italique est rarement utilisé : mots en langue étrangère, titres d'œuvres, noms de bateaux, etc.
- Les citations ne sont pas en italique mais en corps de texte normal. Elles sont entourées par des guillemets français : « et ».
- Les listes à puces sont à éviter, des paragraphes rédigés étant largement préférés. Les tableaux sont à réserver à la présentation de données structurées (résultats, etc.).
- Les appels de note de bas de page (petits chiffres en exposant, introduits par l'outil «  Source ») sont à placer entre la fin de phrase et le point final[comme ça].
- Les liens internes (vers d'autres articles de Wikipédia) sont à choisir avec parcimonie. Créez des liens vers des articles approfondissant le sujet. Les termes génériques sans rapport avec le sujet sont à éviter, ainsi que les répétitions de liens vers un même terme.
- Les liens externes sont à placer uniquement dans une section « Liens externes », à la fin de l'article. Ces liens sont à choisir avec parcimonie suivant les règles définies. Si un lien sert de source à l'article, son insertion dans le texte est à faire par les notes de bas de page.
- La présentation des références doit suivre les conventions bibliographiques. Il est recommandé d'utiliser les modèles {{Ouvrage}}, {{Chapitre}}, {{Article}}, {{Lien web}} et/ou {{Bibliographie}}. Le mode d'édition visuel peut mettre en forme automatiquement les références.
- Insérer une infobox (cadre d'informations à droite) n'est pas obligatoire pour parachever la mise en page.

Pour une aide détaillée, merci de consulter Aide:Wikification.
Si vous pensez que ces points ont été résolus, vous pouvez retirer ce bandeau et améliorer la mise en forme d'un autre article.
Edulfamid Molina Díaz (Port Tejada, né le 4 août 1939 à Cali, mort le 4 juin 1998) est un chanteur et compositeur colombien de musique tropicale et salsa. Connu dans le monde artistique sous le pseudonyme de Piper Pimienta, il s'est fait remarquer entre autres par son style très particulier de danse.

## Premières années
Piper Pimienta a grandi dans le quartier "Obrero", un quartier populaire de Cali dans lequel sa famille s'est installée lorsqu'il était enfant.
Dans sa jeunesse, il a travaillé dans divers métiers non liés à la musique, mais ses dons de danseur et sa voix l'ont conduit à participer à différents concours de chant.

## Nom artistique
Il existe plusieurs versions concernant l'origine du surnom “Píper Pimienta". Une des versions raconte qu'un membre de sa famille l'appelait Píper ("Poivre") du fait de son physique allongé semblable au fruit du poivrier. Une autre version affirme que son surnom lui provient de son oncle, Lin, qui faisait le lien entre son physique fin et de petite taille lorsqu'il était enfant avec les avions de petite taille utilisés durant la Seconde Guerre mondiale "Peeper" (probablement les avions d'entrainement Cub et Super Cub de la "Piper Aircraft"). En 1975, lors d'une représentation où il partageait la scène avec le Péruvien Memo Donix, celui-ci le présenta comme  "Le Grand Píper Pimienta" dans une espèce de pléonasme (pepper signifiant poivre en anglais et pimienta signifiant poivre en espagnol). Pourtant, Edulfamid affirmait lui-même que son nom artistique venait de sa façon particulière de danser.

## Carrière musicale
Píper Pimienta a entamé sa carrière artistique en 1961 comme membre de l'orchestre de salsa "Sonora del Pacífico", avant de rejoindre un petit orchestre dénommé "Los Supremos".

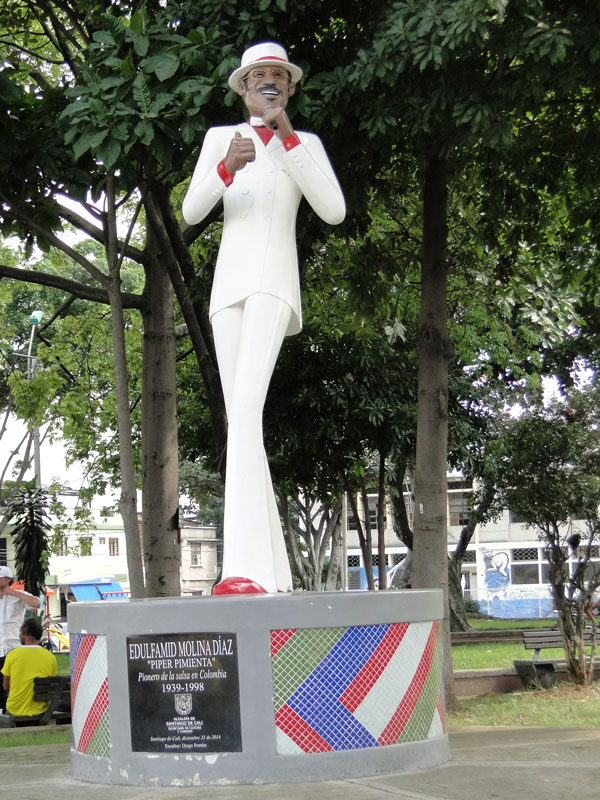
Statue de Piper Pimienta dans le Quartier Obrero de Santiago de Cali.

En 1980 avec la maison de disque Discos Fuentes, il a réalisé des enregistrements avec Latin Brothers et avec Fruko y sus Tesos dans l'album Las Flores. Il a participé à des enregistrements avec Michi Sarmiento ("Nostalgia caleña") et avec la Fuentes All Stars avec le thème "Echa pa'lante camará" de sa propre responsabilité. En 1984, il est passé sur le label FM et avec le Combo Candela il a enregistré "La guagua", une autre cumbia-salsa. Il a après formé son propre groupe sans beaucoup de succès. Les années suivantes, il les a passées avec son orchestre sur différents plateaux de Cali et d'autres villes, où sa présence singulière avec une tenue blanche des pieds à la tête, comprenant chapeau à larges bords, admiré pour ses dons de danseur et en se présentant en tant que "Le Showman de la salsa", plaisait dans les secteurs que le rappelaient aussi bien qu'un grand de la salsa et contributeur de sa divulgation en Colombie.
Dans les années 1980, son fils John Jairo fut assassiné. Il a enregistré à nouveau avec les producteurs Disco Fuentes l'album "Sucesos" en 1990. Ce disque eut peu de succès en Colombie mais eut un certain succès au Mexique, notamment avec la chanson "Nunca fui tan feliz".
Le 11 novembre 1991, un incendie a détruit sa maison, conduisant à l'annulation de sa tournée au Mexique.

## Dernières années
Píper Pimienta a vécu ses dernières années affligé d'une santé précaire. En 1992, il fut atteint d'une thrombose qui a conduit à la paralysie de la moitié de son corps. Il dut alors faire appel à la charité de ses collègues chanteurs et de ses promoteurs pour payer les dépenses médicales. Malgré des séquelles physiques, il continua de chanter.
Pendant les dernières années de sa vie. Piper Pimienta a récupéré ses facultés vocales et a formé un nouvel orchestre baptisé "The Black Brothers". Il participa à plusieurs concerts à Cali.

## Assassinat
Le 4 juin 1998, il fut assassiné dans sa résidence du quartier La Rivera, dans l'est de Cali. Apparemment, le motif du crime serait dû à une dette non payée. Alors qu'il était devant sa maison, un inconnu lui a tiré dessus avant de fuir à moto. Une autre version associe le crime au fait que Píper aurait obtenu gain de cause après avoir déposé une plainte contre un promoteur qui ne lui aurait pas payé ses cachets. Celui-ci décidant de se venger.

## Succès musicaux
Píper Pimienta a interprété une grande quantité de succès musicaux parmi lesquels :
- Las Caleñas Son como las Flores.
- Buscándote.
- A la Memoria del Muerto.
- Cachumbambe
- A la Loma de la Cruz
- Valluna
- Cañaveral
- Duelo de Picoteros
- La Fruta Bomba
- Que No Muera la Rumba
- La Guagua
- Oriza
- El Látigo
- Nunca Fui Tan Feliz
- Las Flores
- Sucesos
- Bomba en Navidad
- Sombra de un Pasado
- Dale al bombo
- Ahah resucitado